# Makinti Napanangka
Makinti Napanangka (c. 1930 – 9 de enero de 2011; después de fallecida: Kumentje Napiniga) fue una artista indígena australiana que hablaba pintupi originario de Haasts Bluff, Papunya, y luego de Kintore, cerca de 50 kilómetros (31,1 mi) al noreste de la región del lago MacDonald donde nació, en la frontera del Territorio del Norte y Australia Occidental.